# クリス・ケイ
クリス・ケイ（Chris Kay、1982年 - ）は、WWE所属のレフェリー。ケンタッキー州ルイビル出身。
WWEデビューは2004年4月26日。現在はWWEのスマックダウンでレフェリーを担当している。
2006年11月24日のスマックダウンでブギーマンにミミズ攻撃を食らわされてしまった。